# Nyos-See
Der Nyos-See ist ein Kratersee in Kamerun (Zentralafrika). Er befindet sich in einem alten Vulkankrater im Oku-Vulkangebiet. Der See wurde durch die Nyos-Tragödie bekannt, bei der im August 1986 plötzlich große Mengen von Kohlenstoffdioxid (CO2) aus dem See austraten und etwa 1700 Bewohner der umliegenden Dörfer töteten.

## Geologische Gegebenheiten
Der Nyos-See füllt ein beinahe kreisrundes Maar – einen Explosionskrater, der entsteht, wenn flüssige Lava mit Grundwasser zusammentrifft. Man nimmt an, dass sich das Maar vor maximal 12.000 Jahren während eines Vulkanausbruchs bildete. Es hat einen Durchmesser von etwa 1800 m und ist etwa 200 m tief. Das Gebiet ist seit Millionen von Jahren vulkanisch aktiv. Nachdem Südamerika und Afrika vor etwa 110 Millionen Jahren durch die Plattentektonik voneinander getrennt wurden, bildete sich in Westafrika ein Grabenbruch, der Mbérégraben. Auf einer Linie, die sich durch ganz Kamerun zieht, erreicht das Magma die Erdoberfläche. Der Kamerunberg liegt ebenfalls auf dieser Linie. Der Nyos-See ist von alten Lavaströmen und pyroklastischen Ablagerungen umgeben.
Der See liegt im Einzugsgebiet des Nigers und entwässert Richtung Nordwest in diesen.

## Die Sättigung mit Gas
Der Nyos-See ist einer der drei bekannten Seen auf der Erde, in denen Kohlenstoffdioxid nahe der Sättigung gelöst ist. Die anderen beiden sind der Manoun-See (auch in Kamerun, etwa 100 km entfernt) und der Kiwusee zwischen Ruanda und der DR Kongo. Eine Magmakammer unter dem Gebiet des Nyos-Sees ist die Quelle des Kohlenstoffdioxids, welches durch den Seeboden nach oben steigt. So lösen sich jährlich schätzungsweise 90.000 Tonnen CO2 im Wasser des Sees.

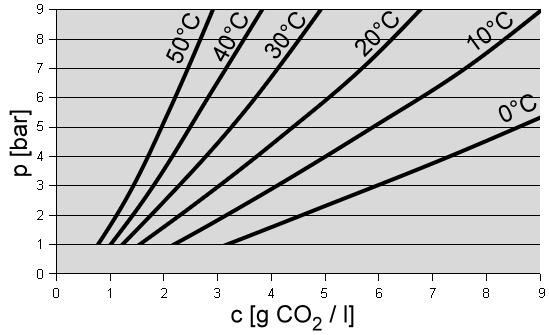
Löslichkeit von CO_{2} in Wasser in Abhängigkeit von Temperatur und Druck

Das Wasser im Nyos-See ist thermisch geschichtet: Schichten von warmem Wasser an der Oberfläche liegen über kalten, dichteren Schichten am Seeboden. Bei einem Gesamtdruck von circa 10 bar in 90 m Wassertiefe kann das kalte Wasser mehr als zehnmal so viel CO2 speichern wie das Oberflächenwasser (siehe Diagramm links). Die ständige Gaszufuhr aus dem Untergrund führt mit der Zeit zu einem hohen Gehalt an CO2 im Tiefenwasser.
Wenn dann ein Ereignis wie z. B. ein Erdrutsch, ein Erdbeben, vulkanische Aktivitäten, eine kleine Sturmböe oder ein spontanes Ausgasen aufgrund beginnender Übersättigung die Wasserschichten durchmischt und gesättigtes Tiefenwasser in höhere Schichten gelangt, wird dieses durch Druckentlastung und Temperaturänderung schlagartig übersättigt und gast CO2 aus. Das Gas-Wasser-Gemisch ist spezifisch leichter als das umgebende Wasser und schießt nach oben. Dies führt zur weiteren Druckentlastung und Durchmischung und somit weiteren Ausgasungen. Durch diesen sich selbst verstärkenden Prozess (umkippendes labiles Gleichgewicht) strömen in kurzer Zeit große Mengen von CO2 aus dem Wasser aus.
Da CO2 schwerer als Luft ist, sammelt sich das Gas am Boden und fließt als unsichtbarer und geruchloser Gas-Strom durch die umliegenden Niederungen. Eine Anreicherung in der Atemluft von mehr als 8 bis 10 %, die bei der Katastrophe von Nyos wahrscheinlich vorlag, kann beim Menschen innerhalb kurzer Zeit zu Bewusstlosigkeit und in der Folge zum Tode führen.

## Die Katastrophe von Nyos
Bereits im Jahr 1984 hatte es am Manoun-See in Kamerun eine plötzliche Ausgasung von Kohlenstoffdioxid gegeben, bei der 37 Menschen ums Leben kamen und welche die Wissenschaft lange Zeit vor ein Rätsel stellte.

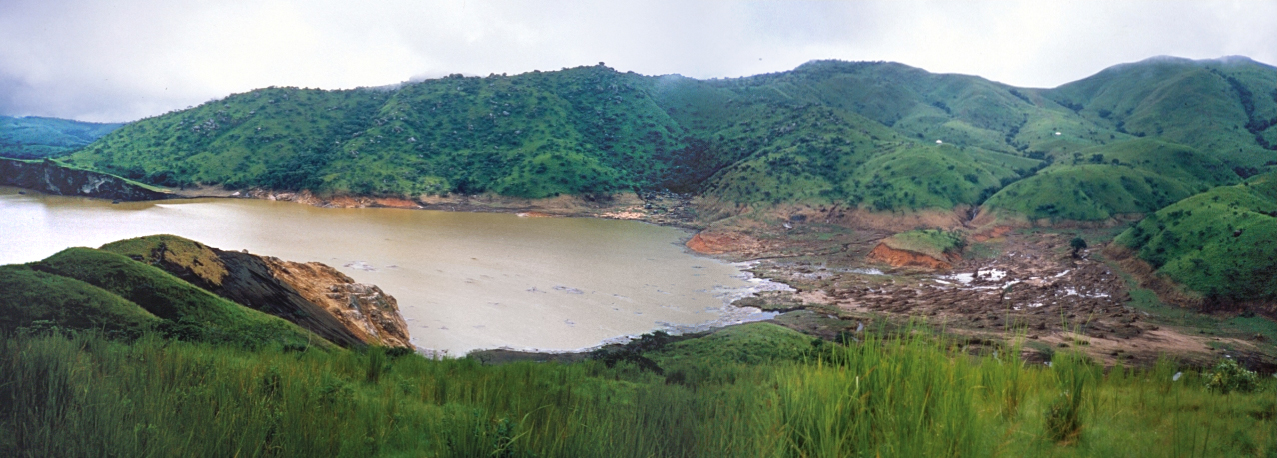
Nyos-See 8 Tage nach der Katastrophe. Gut zu erkennen ist der beim Ausbruch überschwemmte Uferstreifen des Sees.

Am 21. August 1986 gegen 21:30 Uhr setzte der Nyos-See schlagartig rund 1,6 Millionen Tonnen CO2 frei. Das Gas strömte in nördliche Richtung in zwei naheliegende Täler und tötete Menschen und Tiere in bis zu 27 km Entfernung vom See. Etwa 1700 Menschen und Tausende von Tieren starben.
Der Auslöser für diese plötzliche Ausgasung ist nicht bekannt. Die meisten Geologen vermuten einen Erdrutsch, einige glauben, dass ein kleiner Vulkanausbruch die Ursache war.
Nach der Katastrophe wurden die betroffenen Dörfer evakuiert und die Region zum Sperrgebiet erklärt. 2013 befanden sich noch 12.000 Überlebende der Katastrophe und ihre Nachkommen in insgesamt sieben Auffanglagern. In den Camps gibt es keine Basisgesundheitsversorgung, Schulen oder andere Einrichtungen.

## Entgasungsprojekt

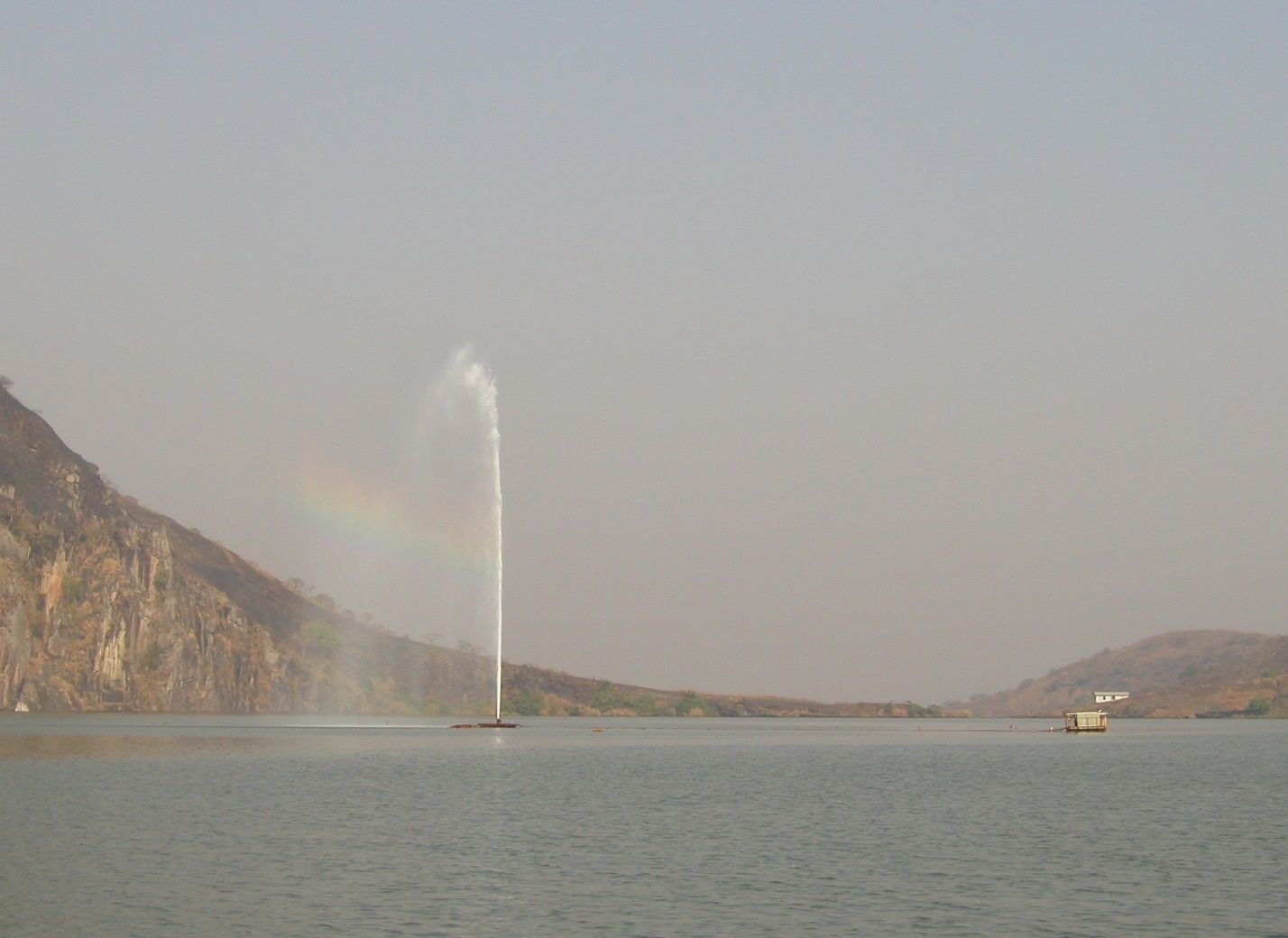
Fontäne (2006)

Das Ausmaß der Katastrophe löste zahlreiche Untersuchungen aus, wie sich eine Wiederholung verhindern ließe. Schätzungen über die in den See eintretenden CO2-Mengen kamen zu dem Ergebnis, dass solche Ausgasungen alle 10 bis 30 Jahre auftreten könnten.
Als Lösung schlugen Wissenschaftler vor, Rohre bis in die tiefen Schichten des Sees zu führen und so eine kontrollierte und kontinuierliche Entgasung zu ermöglichen. Seit 2001 ist ein von einem Team um den französischen Vulkanologen Michel Halbwachs installiertes 14 cm dickes  Polyethylenrohr in Betrieb. Es ist an der Oberfläche an einem Floß befestigt, Gewichte am unteren Ende halten es in senkrechter Lage. Nachdem der Wasserfluss einmal mit einer Pumpe in Gang gesetzt wurde, läuft er nun selbständig: das stark mit CO2 gesättigte Wasser steigt in dem Rohr aus 200 Meter Tiefe nach oben. Durch den abnehmenden Druck tritt CO2 aus dem Wasser aus und bildet Bläschen (siehe Diagramm der CO2-Löslichkeit). Dies bewirkte die Förderung nach dem Prinzip einer Mammutpumpe: Durch die aufsteigenden Gasblasen wird Wasser mitgerissen und aus dem Rohr ausgeworfen. Gleichzeitig wird dadurch neues Seewasser von unten in das Rohr gesogen, wo es beim Aufsteigen wiederum Gas abgibt, welches die Pumpe antreibt. Die CO2-Konzentration in der Luft ist ungefährlich. Man hofft, durch dieses Verfahren die CO2-Konzentration im Seewasser so weit absenken zu können, dass ähnliche Katastrophen in Zukunft nicht mehr auftreten. Das Rohr entfernt ca. 3- bis 4-mal so viel Gas aus dem See, wie im gleichen Zeitraum natürlich hinzukommt.
Im März 2011 wurde die Installation um zwei weitere Röhren erweitert. Der Gesamt-CO2-Gehalt des Sees lag im Juni 2012 etwa 40 % niedriger als zu Beginn des Entgasungsprogramms 2001.
Nachdem das anfangs umstrittene Projekt erste Erfolge gezeigt hatte, folgten Pläne zur Entgasung des deutlich größeren Kiwusees von dessen ruandischer Seite aus, die sich im Mai 2016 durch die Inbetriebnahme eines ersten Methangaskraftwerks konkretisierten.

## Dammbruchgefahr
Als niederländische Deichexperten den See im Auftrag der Vereinten Nationen begutachteten, entdeckten sie, dass möglicherweise ein natürlicher Damm brechen könnte. Dabei würden die Wassermassen das 100 km entfernte Nigeria erreichen und bis zu 10.000 Menschen könnten getötet werden. Ein nicht allseits anerkanntes 15-Millionen-Dollar-Projekt sieht vor, durch Ablassen von Tiefenwasser den Wasserspiegel in kurzer Zeit um 20 m zu senken, um den Damm zu entlasten.
Auch um die tiefer siedelnden Menschen im Katsina-Ala-Einzugsgebiet zu schützen, wurde der Kashimbila-Damm 2015 in Betrieb genommen.

## Mythen
Die Afrikanistik-Anthropologin Eugenia Shanklin (1939–2007) berichtete von bei den Einheimischen überlieferten Mythen, die der Beschreibung nach auf früheren Ausgasungen des Sees beruhen könnten.